# Sven Riederer
Sven Riederer (n. 27 martie 1981, Bad Ragaz, Cantonul St. Gallen, Elveția) este un triatlonist ce a reprezentat Elveția, medaliat olimpic. A participat la 4 ediții ale Jocurilor Olimpice (2004, 2008, 2012, 2016) în care a câștigat o medalie de bronz.